# Municipio de Güémez
El municipio de Güémez es uno de los 43 municipios del estado mexicano de Tamaulipas. Su cabecera municipal es la Villa de Güémez.
Colinda al norte con los municipios de Hidalgo y Padilla: al oeste con el estado de Nuevo León; al sur con Ciudad Victoria, al sureste con el municipio de Casas y al suroeste con el municipio de Jaumave. Está integrado por 43 localidades.

## Historia.

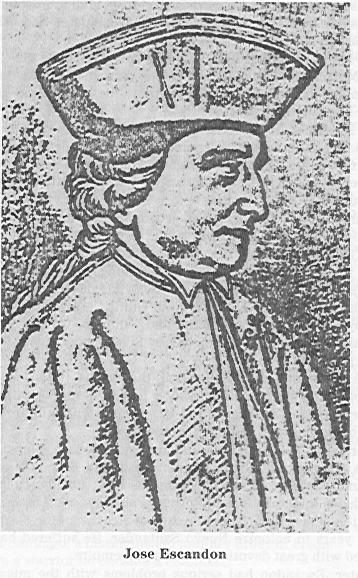
José de Escandón

Población fundada por José de Escandón, Conde de Sierra Gorda, el 1 de enero de 1749, llevando el nombre de Güémez (Tamaulipas)Güémez como referencia al Virrey Juan Francisco de Güemes Horcasitas Aguayo, Primer Conde de Revillagigedo. Quedó bajo la advocación de San Francisco. Su primer capitán fue Juan Elías Moctezuma, quien era la autoridad civil y militar. Su misión era la de San Antonio de los Llanos. Una inundación sufrida por la Villa, motivó que sus 300 habitantes se trasladaran al sitio actual.
En 1757, las casas de la población eran simples jacales compuestos de horcones y cañas embarradas, cubiertos de zacate, puestos sin orden. No hay señalada plaza, a pesar de que contaban con canteras y caleras para la construcción. Las setenta y nueve familias de la Villa estaban administradas por un religioso del Colegio Apostólico de Guadalupe de Zacatecas. En 1770, los habitantes de la Villa habían disminuido pues ya solo eran 60 familias y su misión de San Toribio de Liébano no tenía indígenas congregados. En 1843, la villa tenía 944 habitantes.

## Escudo de Armas

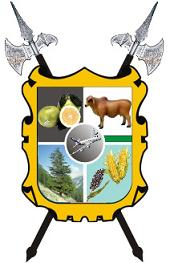
Escudo de Armas del Municipio

Está compuesto de un blasón dividido en 4 cuarteles y como motivo central del diseño un aeropuerto, representando el Aeropuerto Internacional General Pedro José Méndez, pues es un orgullo para el municipio el tener dentro de su territorio una estructura aérea pública prestadora de servicios y con una gran capacidad para el transporte de pasajeros.
En el primer cuartel aparece las figuras de cítricos, que son una de las actividades importantes del municipio.
En el segundo cuartel figura el ganado bovino esta es uno de los ganados con mayor abundancia para la región.
En el tercer cuartel aparecen los bosques y la explotación forestal racionada como actividad complementaria de un sector del municipio.
En el cuartel restante destaca la producción del maíz como sorgo y frijol como símbolos de la fuente principal de la riqueza agrícola.
Y enmarcando todos estos elementos se encuentran el característico pergamino que en forma estilizada que identifica al estado de Tamaulipas.
Diseñado por el Prof. Juan Pablo García Díaz.

## Presidentes Municipales
| Presidente Municipal            | Periodo    |
| José Morelos                    | 1954-1956  |
| Ernesto Heredia                 | 1957-1959  |
| José Gutiérrez                  | 1960-1962  |
| Baltazar Carvajal               | 1963-1965  |
| Santos Olazarán                 | 1969-1971  |
| Serapio González                | 1972-1974  |
| Fernando Olazarán               | 1975-1977  |
| Isidro Medina                   | 1978-1980  |
| Fortunato Sánchez               | 1981-1983  |
| Santos Méndez Araujo            | 1984-1986  |
| Nicolás Fuentes Reyes           | 1987-1989  |
| Ramón Portes Herrera            | 1991-1992  |
| Julián Arredondo Pérez          | 1993-1995  |
| Arturo López Carbajal           | 1996-1998  |
| José Lorenzo Morales Amaro      | 1999-2001  |
| Francisco Sánchez Games         | 2002 -2004 |
| José Lorenzo Morales Amaro      | 2005-2007  |
| Carlos Adrián Cárdenas González | 2008-2010  |
| José Lorenzo Morales Amaro      | 2011-2013  |
| Julio César López Walle         | 2013-2016  |
| Carlos Adrián Cárdenas González | 2017-2018  |
| Luis Lauro Reyes Rodríguez      | 2018-2021  |
| Lorenzo Morales Amaro           | 2021-2024  |
| José Lorenzo Morales Amaro      | 2024-2027  |

## Monumentos

### Monumentos Arquitectónicos
- Iglesia de San Francisco de Asís, del siglo XVIII;
- Hacienda de San Jacinto, del siglo XIX y
- Hacienda del Carmen.

### Monumentos Históricos
- Monumentos con los bustos de Emiliano Zapata, Francisco I. Madero y Venustiano Carranza, ubicados en el Ejido el Roble;
- Monumento a la madre, ubicado en el ejido Plan de Ayala;
- Monumento del General Ascensión Gómez, localizado en la escuela del mismo nombre en la cabecera municipal;
- Monumento a la juventud campesina, localizado en el ejido San José de las Flores.

## Personajes ilustres
- Juan José de la Garza, abogado militar y Gobernador de Tamaulipas (1868-1869)

- Dionisio García, militar (1841- )

- Ascensión Gómez Mancilla, militar, fue gobernador del Estado de 1866 a 1867. También ocupó el cargo de presidente de la Suprema Corte del Estado.

- Florentino Parras, revolucionario. (1825-1891).

- Manuel Parreño Porras, maestro fundador de ejidos, fundador de escuelas, promotor de la emancipación de Valle Hermoso. (1910-1976)

## Gastronomía
La gastronomía del municipio, por ser una región ganadera y de la costa norte del país, es a base de carnes como la machaca con huevo, cesina, barbacoa, asado de puerco, queso y pescado. Además se consume la flor de pita comúnmente conocida como chochas, ramillete de flores blancas que se cocina en diversidad de guisados.

## Principales Ecosistemas

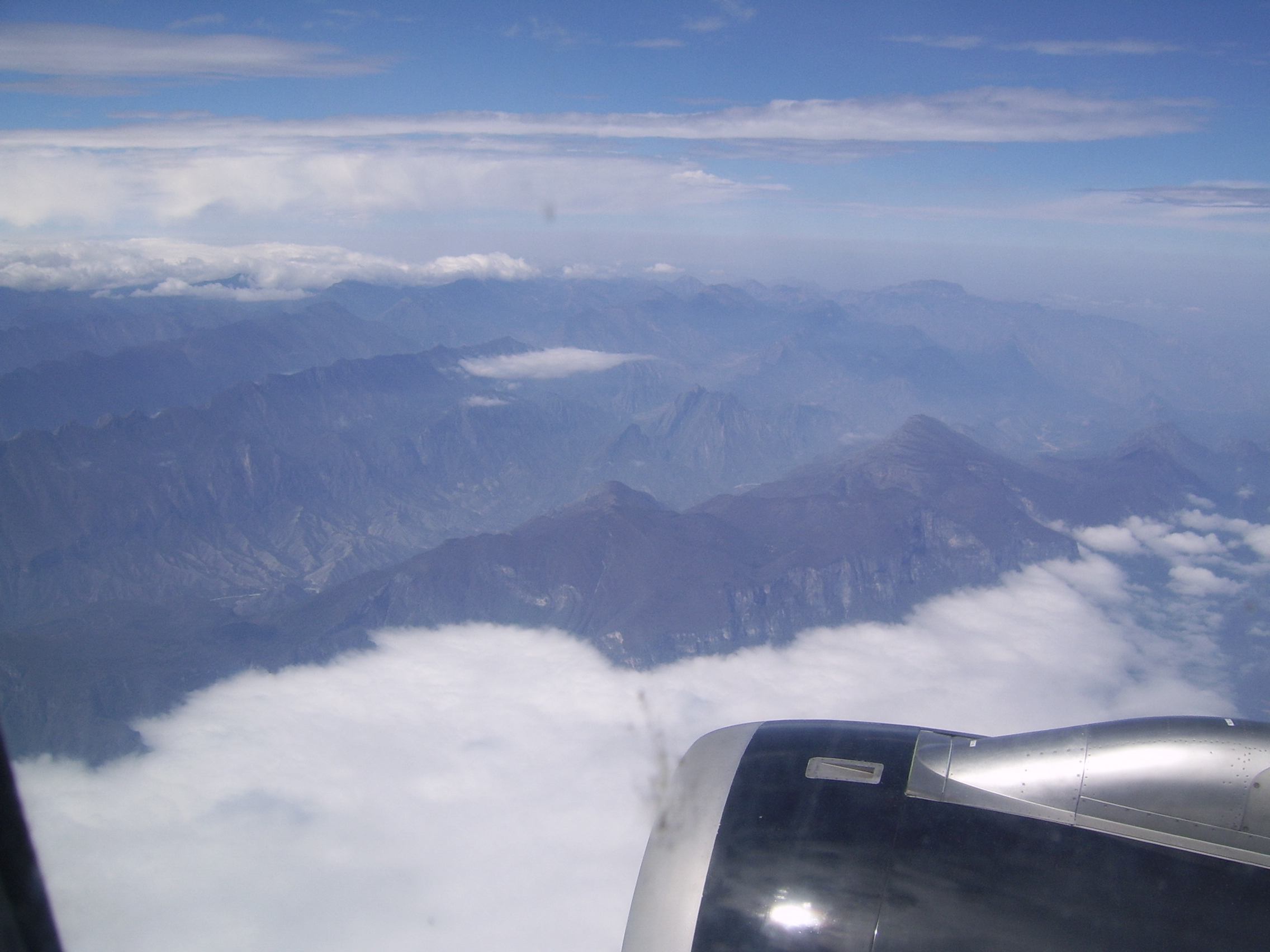
Sierra Madre Oriental

### Flora
Existen en el municipio tres tipos de asociación vegetal. En la parte más alta se presenta el bosque caducifolio y escleroaciculifolio; en las laderas de la Sierra Madre el matorral alto subinerme y en la mayor superficie del plano inclinado el matorral alto espinoso.

### Fauna

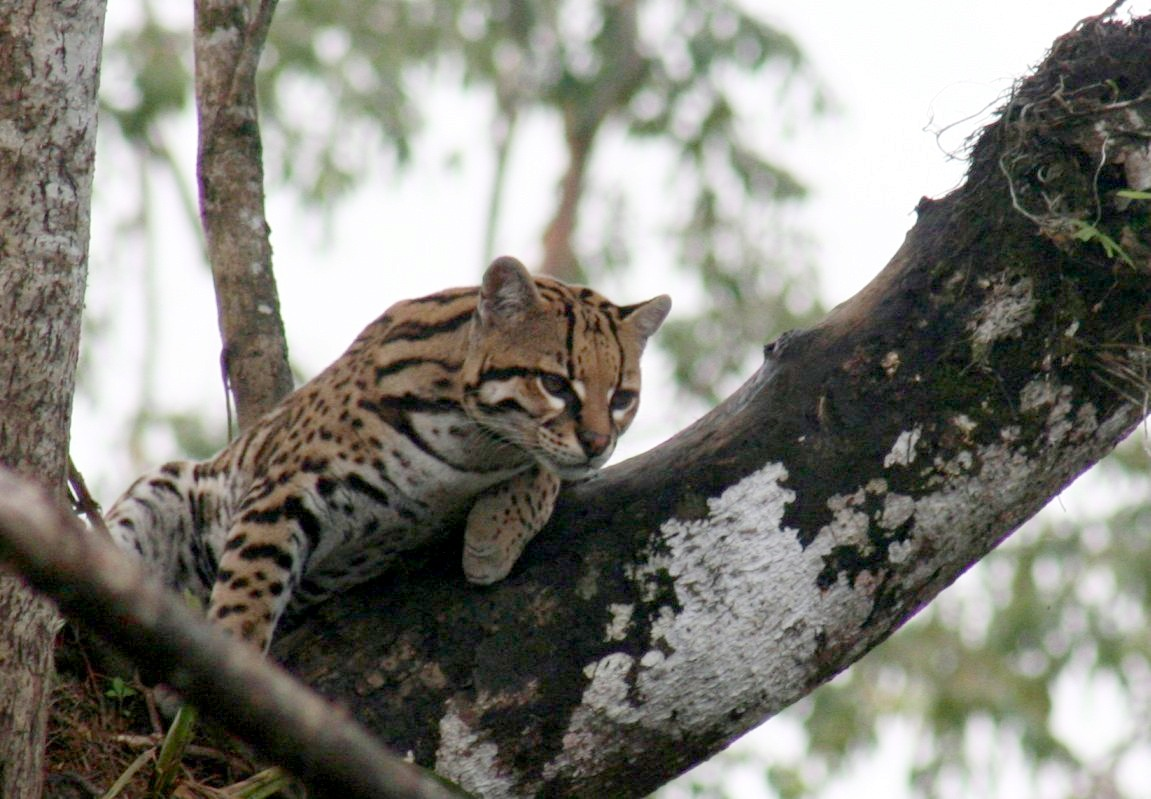
Tigrillo

Al oeste del municipio en la parte montañosa, se encuentra una gran variedad de fauna silvestre como tigrillo, gato montés, guajolote silvestre y víbora de cascabel y en la otra parte del territorio, venado cola blanca, paloma morada, armadillo, tejón, tlacuache, conejo y coyote.

### Recursos naturales
El municipio cuenta con diversos recursos naturales como son; corrientes de agua, extensa área para la cría de ganado, así como una amplia extensión de terreno dedicado a la agricultura y la producción forestal.

### Características y Uso de Suelo
La unidad de suelos al oeste es litosol-xerosol, considerados montañosos y forestales. En la porción central, el suelo es vertisol con aptitud para la agricultura. En lo que respecta a la tenencia del suelo. tenemos que 20,000 hectáreas pertenecen al régimen ejidal, distribuidas en 38 ejidos y 5 nuevos centros de población y 4’108,840 hectáreas pertenecen a pequeños propietarios.

## Orografía
Orográficamente, el municipio de Güémez presenta, claramente, dos tipos de relieve, por su ubicación en las estribaciones de la Sierra Madre Oriental. En la porción oeste, en un 18 por ciento del territorio, se localiza la unidad orogénica de dicha sierra. El resto de la superficie es un plano inclinado, llegando a alcanzar en las partes más altas elevaciones superiores a los 1,500 metros sobre el nivel del mar.

## Hidrología
Por el río Purificación, el río Corona, Caballeros, San Pedro, los arroyos La Presa Nacahuitas, Juan Capitán, Ojo Caliente y Santa Rosa.

## Clima
Predomina el clima semiseco, cálido muy extremoso en la porción oriental y subhúmedo y semicálido extremoso en la occidental. Las temperaturas oscilan entre los 2º y 43 °C, precipitación pluvial al año es de 700 milímetros, en promedio con vientos predominantes del sur en verano y del norte en el invierno.

## Energía Renovable

### Parque Eólico "La Mesa"
El sitio del Proyecto se encuentra en el municipio de Güémez, a 33 kilómetros al sureste de la cabecera municipal y a 24 kilómetros al noreste de la subestación eléctrica Nuevo Santander en un área de aproximadamente 553 hectáreas (1,366 acres).
El cual tiene una capacidad instalada de 49.50 megawatts conformada por 15 aerogeneradores para una capacidad estimada de 181 giga watts hora/año cada uno.
Los elementos del Proyecto incluyen la instalación de aerogeneradores, una subestación y una línea de transmisión. La energía producida por cada aerogenerador será transportada a la subestación a través de líneas de transmisión subterráneas de 34.5 kV. El Proyecto se conectará con la Subestación Nuevo Santander de la CFE a través de una línea aérea de trasmisión de 115 kV y 25.3 kilómetros de longitud.
Se espera que el Proyecto beneficie a diversas comunidades en el estado de Tamaulipas, como Reynosa, Nuevo Laredo y Ciudad Victoria, que pertenecen a la Región Noreste de la Comisión Federal de Electricidad. Los beneficios del Proyecto incluyen la producción de electricidad equivalente al consumo anual de 25,313 hogares. El proyecto también beneficiará a las comunidades locales con la creación de oportunidades de empleo y recaudación fiscal derivadas de la construcción del este.

## Turismo
La infraestructura que tiene el municipio es de tipo nacional, como lo son los ríos Purificación y Corona en donde existen, a lo largo de ellos, hermosos parajes. Por otra parte, cabe mencionar la atracción que representa para los turistas extranjeros y nacionales, que visitan el municipio en los meses de julio a septiembre, la cacería de la paloma ala blanca y de diciembre a enero la caza del venado cola blanca.